# San Genesio

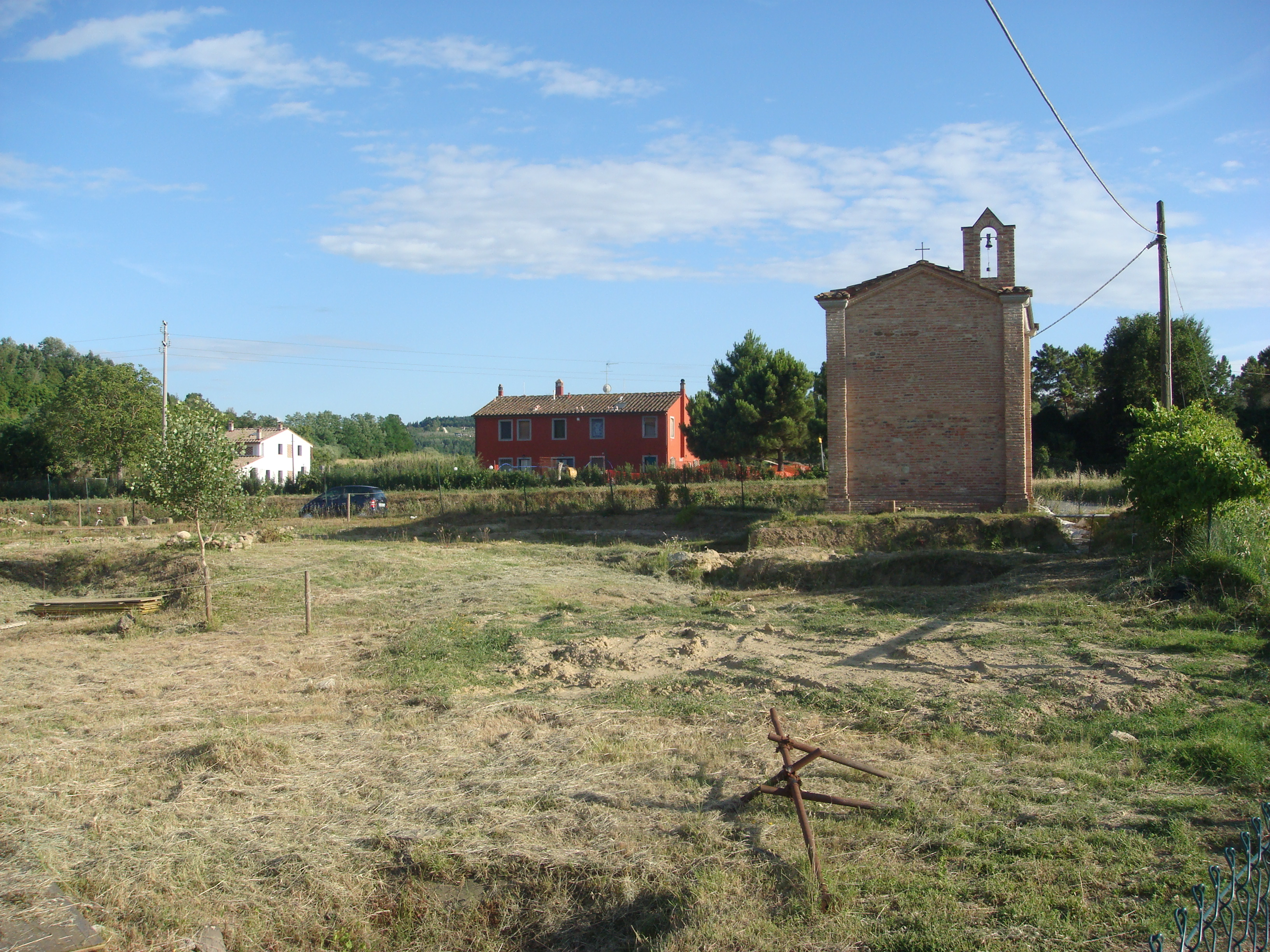
Der Ort San Genesio heute (2009)

San Genesio war eine Ortschaft in der Toskana.

## Lage
Der Ort liegt nahe dem Fluss Elsa und kurz südlich deren Mündung in den Arno unterhalb und nordöstlich von San Miniato. Die Ortschaft lag an der Kreuzung der Via Francigena, dem Pilger- und Handelsweg von Westeuropa nach Rom, mit der Via Pisana, dem Handelsweg von Florenz nach Pisa.

## Geschichte
Als das auf einem Berg oberhalb San Genesios gelegene San Miniato aus strategischen Gründen von den deutschen Kaisern, insbesondere den Staufern, als Burg immer stärker bevorzugt wurde und sich daraus dann auch eine Siedlung entwickelte, geriet San Genesio in entscheidenden Nachteil. Es verlor erst seinen Pfarrbezirk und wurde wenig später, 1248, ganz zerstört.
Der Schutzpatron San Genesios, Genesius von Rom ist auch heute noch der Schutzpatron San Miniatos.